# Saski Baskonia 2017-2018
Questa voce raccoglie le informazioni riguardanti il Saski Baskonia nelle competizioni ufficiali della stagione 2017-2018.

## Stagione
La stagione 2017-2018 del Saski Baskonia è la 45ª nel massimo campionato spagnolo di pallacanestro, la Liga ACB.

## Roster
Aggiornato al 14 luglio 2021.
| Kirolbet Baskonia Vitoria Gasteiz 2017-18 | Kirolbet Baskonia Vitoria Gasteiz 2017-18 |
| Giocatori                                 | Staff tecnico                             |
| ----------------------------------------- | ----------------------------------------- |

| N. | Naz.                                     | Ruolo | Nome                   | Anno | Alt.   | Peso   |  |
| -- | ---------------------------------------- | ----- | ---------------------- | ---- | ------ | ------ |  |
| 3  | Argentina (bandiera) · Italia (bandiera) | P     | Luca Vildoza           | 1995 | 191 cm | 86 kg  |  |
| 5  | Spagna (bandiera)                        | AP    | Miguel González        | 1999 | 201 cm | 85 kg  |  |
| 6  | Lettonia (bandiera)                      | AP    | Jānis Timma            | 1992 | 202 cm | 103 kg |  |
| 7  | Germania (bandiera)                      | C     | Johannes Voigtmann     | 1992 | 211 cm | 115 kg |  |
| 8  | Lettonia (bandiera) · Spagna (bandiera)  | AG    | Rinalds Mālmanis       | 1996 | 206 cm | 95 kg  |  |
| 9  | Brasile (bandiera) · Italia (bandiera)   | P     | Marcelinho Huertas     | 1983 | 191 cm | 85 kg  |  |
| 10 | Francia (bandiera)                       | PG    | Rodrigue Beaubois      | 1988 | 190 cm | 84 kg  |  |
| 11 | Stati Uniti (bandiera)                   | G     | Matt Janning           | 1988 | 195 cm | 88 kg  |  |
| 12 | Senegal (bandiera) · Spagna (bandiera)   | C     | Ilimane Diop           | 1995 | 211 cm | 104 kg |  |
| 15 | Uruguay (bandiera) · Spagna (bandiera)   | P     | Jayson Granger         | 1989 | 188 cm | 87 kg  |  |
| 17 | Francia (bandiera)                       | C     | Vincent Poirier        | 1993 | 213 cm | 107 kg |  |
| 19 | Spagna (bandiera)                        | G     | Iván Martínez          | 1990 | 192 cm | 93 kg  |  |
| 21 | Stati Uniti (bandiera)                   | AC    | Kevin Jones            | 1989 | 204 cm | 114 kg |  |
| 23 | Georgia (bandiera) · Spagna (bandiera)   | AG    | Tornik'e Shengelia (C) | 1991 | 206 cm | 109 kg |  |
| 29 | Argentina (bandiera) · Italia (bandiera) | AP    | Patricio Garino        | 1993 | 201 cm | 92 kg  |  |
| 52 | Stati Uniti (bandiera)                   | G     | Jordan McRae           | 1991 | 197 cm | 81 kg  |  |
| 91 | Argentina (bandiera) · Italia (bandiera) | AP    | Carlos Delfino         | 1982 | 198 cm | 102 kg |  |

| Allenatore |
| - Pablo Prigioni (fino al 26 ottobre) - Pedro Martínez Sánchez (dal 27 ottobre)                                              |
| Assistente/i |
| - Iurgi Caminos (fino al 26 ottobre) - David Gil - Sergio Valdeolmillos Legenda - (C) Capitano - (IN) Inattivo - Infortunato |

## Mercato

### Sessione estiva
| Acquisti | Acquisti           | Acquisti             | Acquisti      | Acquisti |
| R.a      | Nome               | da                   | Modalità      |          |
| -------- | ------------------ | -------------------- | ------------- | -------- |
| P        | Luca Vildoza       | Quilmes M. Plata     | fine prestito |          |
| G        | Matt Janning       | Lokomotiv Kuban'     | definitivo    |          |
| AP       | Miguel González    | Ciudad Valladolid    | definitivo    |          |
| C        | Vincent Poirier    | Levallois Metr.s     | definitivo    |          |
| P        | Marcelinho Huertas | Free agent           | definitivo    |          |
| G        | Jordan McRae       | Free agent           | definitivo    |          |
| P        | Jayson Granger     | Anadolu Efes         | definitivo    |          |
| AP       | Jānis Timma        | Zenit S. Pietroburgo | definitivo    |          |
| G        | Iván Martínez      | Fundación Granada    | definitivo    |          |
| AG       | Rinalds Mālmanis   | Valmiera             | fine prestito |          |
| AP       | Patricio Garino    | Orlando Magic        | definitivo    |          |
| AP       | Carlos Delfino     | Boca Juniors         | definitivo    |          |

| Cessioni | Cessioni             | Cessioni             | Cessioni         | Cessioni |
| R.       | Nome                 | a                    | Modalità         |          |
| -------- | -------------------- | -------------------- | ---------------- | -------- |
| P        | Shane Larkin         | Boston Celtics       | fine contratto   |          |
| AG       | Kim Tillie           | Olympiakos           | fine contratto   |          |
| GA       | Ricky Ledo           | Anadolu Efes         | fine contratto   |          |
| P        | Nicolás Laprovíttola | Zenit S. Pietroburgo | fine contratto   |          |
| AP       | Tadas Sedekerskis    | S.P. Burgos          | prestito         |          |
| AP       | Ádám Hanga           | Barcellona           | definitivo       |          |
| GA       | Jaka Blažič          | Andorra              | rescissione      |          |
| AP       | Chase Budinger       |                      | ritirato         |          |
| P        | Rafael Luz           | Franca               | rescissione      |          |
| P        | Artūrs Kurucs        | Saski Baskonia B     | prestito         |          |
| AG       | Sander Raieste       | Saski Baskonia B     | prestito         |          |
| AG       | Jurij Macura         | Saski Baskonia B     | prestito         |          |
| AC       | Daniel Bordignon     | Est. Bahía Blanca    | rinnovo prestito |          |

### Dopo l'inizio della stagione
| Acquisti | Acquisti          | Acquisti          | Acquisti         | Acquisti      |
| R.       | Nome              | da                | Data             | Modalità      |
| -------- | ----------------- | ----------------- | ---------------- | ------------- |
| AC       | Kevin Jones       | Free agent        | 27 novembre 2017 | definitivo    |
| AP       | Tadas Sedekerskis | S.P. Burgos       | 16 dicembre 2017 | fine prestito |
| AC       | Daniel Bordignon  | Est. Bahía Blanca | 3 gennaio 2018   | fine prestito |

| Cessioni | Cessioni          | Cessioni         | Cessioni         | Cessioni       |
| R.       | Nome              | a                | Data             | Modalità       |
| -------- | ----------------- | ---------------- | ---------------- | -------------- |
| AP       | Carlos Delfino    | Free agent       | 26 ottobre 2017  | rescissione    |
| AP       | Tadas Sedekerskis | Nevėžis          | 16 dicembre 2017 | prestito       |
| AC       | Daniel Bordignon  | Saski Baskonia B | 5 gennaio 2018   | prestito       |
| G        | Jordan McRae      | Free agent       | 6 gennaio 2018   | rescissione    |
| C        | Kevin Jones       | Free agent       | 29 gennaio 2018  | fine contratto |